# Ukrainska svordomar
Ukrainska svordomar (ukrainska: лайливі слова, lajlyvi slova) är ord och uttryck som anses vara oartiga eller även kränkande i det vardagliga språket. Såsom i många andra språk syftar ukrainska svordomar oftast till sexualitet och kroppsdelar. Ryska svordomar brukar däremot ofta syfta till kroppsdelar i stället för sexualitet.

## Historia
Ukrainska svordomar stammar från samma fornslaviska ord såsom ryska svordomar eftersom de två är närbesläktade språk med varandra. En del av svordomar har lånats från polska. Under ryska styret fanns det strikta regler för att begränsa svärande. Dessa regler blev lindrigare först under 1960-talet tack vare den olagliga litteraturen och senare på 1990-talet då politiska kontrollen minskades.
Verchovna Rada började diskutera ett lagförslag som skulle göra offentliga personers svärande på media vid vite förbjudet. Ukrainas dåvarande tf hälsominister Uljana Suprun var emot förslaget och sade att svärandet är hälsosamt.
Efter Rysslands invasion av Ukraina år 2022 har det blivit mer och mer acceptabelt att svära i Ukraina, och landet har tagit avstånd från den lingvistiska puritanismen som stammar från Ryssland. Ett exempel på detta var att presidenten Volodymyr Zelenskyj duade Putin i ett av sina tal.

## Urval svordomar
Svordomar som motsvarar på ordet "arsel" är bl.a. hepa (ukrainska: гепа), mandryka (ukrainska: мандрика), huzno (ukrainska: гузно) och sraka (ukrainska: срака).

### Haspyd
Haspyd (ukrainska: гаспид) kan översättas som "fan" eller "djävul" men också som "orm" eller "ödla".

### Kurva
Kurva (ukrainska: курва) är ett polskt lånord och kan översättas som "skit" eller "hora".

### Pohan
Pohan (ukrainska: погань) betyder en person som är moraliskt lumpen eller klasslös, oftast brottslingar. En variant är pokidki (ukrainska: покидьки).

### Durbelyk
Durbelyk (ukrainska: дурбелик) kan översättas som "dumskalle". En variant är loch (ukrainska: лох).